# 宿泊艦

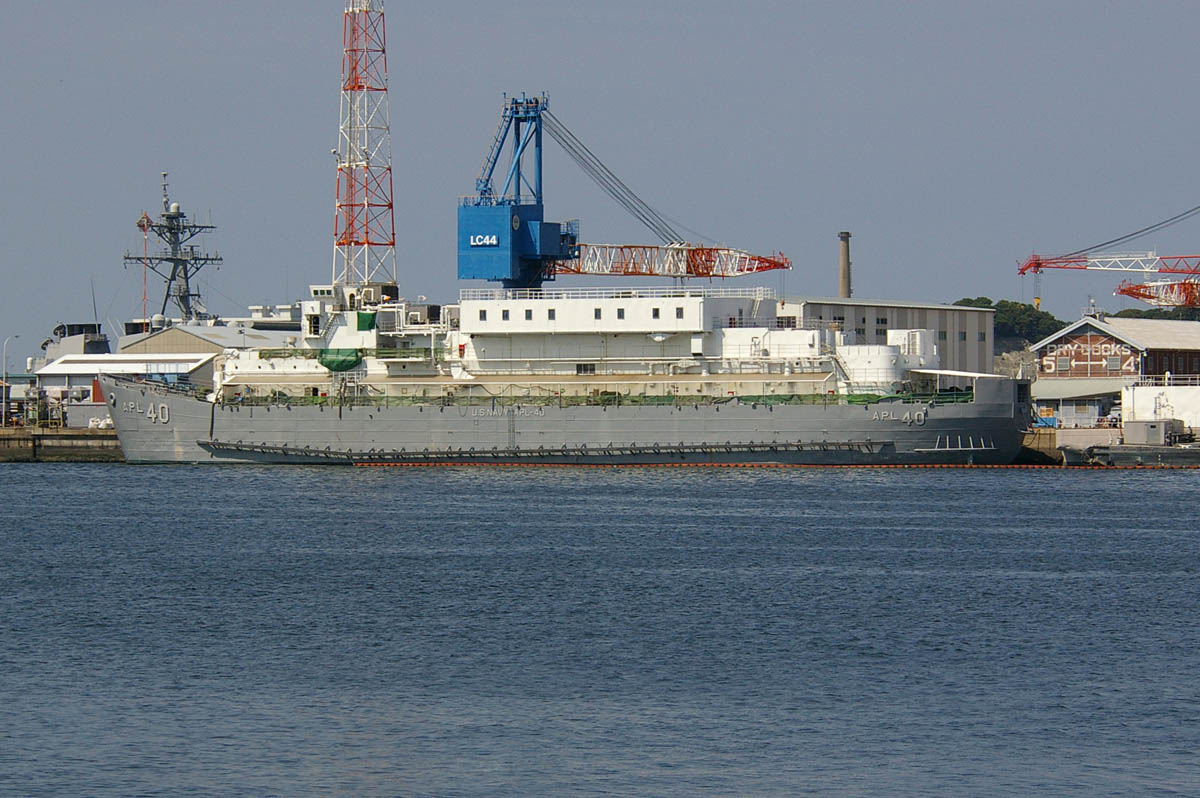
横須賀基地に係留されている、アメリカ海軍の宿泊艦 APL-40
2007年6月17日の撮影

宿泊艦（しゅくはくかん、英語:Barracks Ship）とは、軍用艦艇を臨時、もしくは半恒久的な兵舎として転用したものである。

## 概要
旧式化するなどして退役、もしくは余剰となった軍用艦艇を宿泊設備として用いるもので、主に軍港に臨時で配属された人員の宿泊・収容先として用いられる。
元の艦艇を武装や電子装備などを撤去してほぼそのまま使うものから、船体だけを残して元来の上部構造物を撤去し、新たに居住設備を設置したもの、上部構造物と兵装だけを撤去したもの、など幅広い形式がある。

宿泊設備の他、海軍学生向けの講堂や教室として使われる例もある（練習艦富士など）。捕虜収容所・監獄として用いられる場合は特に監獄船と呼ばれた。
通常は海軍基地内の岸壁に係留して用いられ、航行能力は必要とされないことが多く、宿泊艦として改装された時点で主機等の機関・航行設備は撤去しされて航行能力を持たないものが大半であるが、例外もある。

武装も必要とされないため、武器は原則として搭載しないが、港湾防衛用の対空陣地としても用いられたために武装を搭載した例や、教育設備として用いられたために教習用に旧式の火砲を搭載した、という例もある。